# Georges Duvaut
Georges Jean Duvaut (1934) é um matemático francês.
Duvaut obteve um doutorado em 1969 na Universidade Pierre e Marie Curie, orientado por Paul Germain, com a tese Contribution a l'etude des ondes dans les materiaux elastiques non-lineaire, onde foi mais tarde professor.
Em 1978 foi eleito membro correspondente da Académie des Sciences.
Foi palestrante convidado do Congresso Internacional de Matemáticos em Nice (1970: Problèmes unilatéraux  en mécanique des milieux continus).

## Publicações selecionadas
- com Jacques-Louis Lions: Inequalities in mechanics and physics, Grundlehren der mathematischen Wissenschaften 219, Springer 1976 (Original francês 1972)
- Mécanique des milieux continus, Masson 1990, Dunod 1998
- Exercices de mécanique des milieux continus, Masson 1994